# Puliciphora coptotermitum
Puliciphora coptotermitum är en tvåvingeart som beskrevs av Ronald Henry Lambert Disney 1989. Puliciphora coptotermitum ingår i släktet Puliciphora och familjen puckelflugor. Inga underarter finns listade i Catalogue of Life.